# Nadlaktna arterija
Nadlaktna (brahialna) arterija ali nadlaktna odvodnica (arteria brachialis) je nadaljevanje aksilarne (pazdušne) arterije, ki poteka iz pazduhe proti zgornjemu udu. Sprva poteka medialno od nadlahtnice, distalneje pa se nahaja pred nadlahnico (anteriorno). Brahialno arterijo sprva spremlja brahialni pletež (plexus brachialis) in nato še trije periferni živci omenjenega pleteža.
Za arterijo poteka radialni živec (nervus radialis), medialno od nje se nahaja ulnarni živec (nervus ulnaris), lateralno pa mediani živec (nervus medianus), ki pa arterijo pred razcepiščem (bifurkacijo) prestopa in se od tam nahaja medialno od nje. V komolčni kotanji (fossa cubiti) preko arterije prehaja tudi bicepsova aponevroza. 
Arterija med svojim potekom skozi nadlaht odda tri večje veje:
- globoko podlahtnično arterijo (arteria profunda brachii), ki se odcepi prva in poteka za nadlahtnico, skupaj z radialnim živcem. Ker se nahajata obe strukturi blizu kosti, sta ravno tu najbolj ranljivi. Od prve veje, se nato odcepita še dve:
  - arteria collateralis lateralis,
  - arteria colllateralis media.

Obe veji tvorita anastomoze okrog komolca. 
Naslednja veja brahialne arterije se odcepi približno na polovici nadlahti:
- zgornja kolateralna podlahtnična arterija (arteria collateralis ulnaris superior), ki poteka skupaj z ulnarnim živcem.

Tretja veja, ki leži najbolj distalno pa je:
- spodnja kolateralna podlahtnična arterija (arteria collateralis ulnaris inferior). Tudi ti dve veji tvorita anastomoze okoli komolca.

Do razvejitve (bifurkacije) brahialne arterije pride v komolčni kotanji, ki se razcepi v dve večji veji:
- podlahtnično (ulnarno) arterijo (a. ulnaris),
- koželjnično (radialno) arterijo (a. radialis), katere pulziranje lahko tipamo na radialni strani podlahti. Obe žili prehranjujeta podlaht.

Anastomoze okoli komolca imajo kirurški in praktičen pomen. Zaprtje brahialne arterije, distalno od prvih dveh vej, namreč ne ogrozi prekrvljenosti podlahti. 
V komolčni kotanji avskultiramo (poslušamo) utripanje brahialne arterije pri merjenju krvnega pritiska s sfingmanometrom.